# Paniek in de Zoo
Paniek in de Zoo (Spaans: Pánico en el zoo) is een stripalbum uit de reeks Paling en Ko van tekenaar Francisco Ibáñez. De oorspronkelijke versie werd in 1975 uitgebracht als #33 in de Ases del Humor-reeks na voorpublicatie in het stripblad Mortadelo (zoals de lange kale helft van het tweetal in het Spaans heet) van februari tot april 1975. In 1981 werd het album in het Nederlands uitgebracht als #28.

## Naamsverwarring
Als gevolg van een jarenlange naamsverwarring wordt de kale meestervermommer hier Ko genoemd en de korte met de twee haren (door zijn collega steevast met chef en u aangesproken) Paling.

## Verhaal
Er gebeuren vreemde dingen in de zoo; iemand voert experimenten uit met de dieren door ze van eigenschap te laten verwisselen en die vervolgens in te zetten voor misdadige doeleinden. Het gaat om de volgende dieren;
- Een krokodil die als een ooievaar vliegt en een fabriekswerker in burger berooft van de uit te betalen salarissen.
- Een reuzenschildpad die met de snelheid van een gazelle een overval pleegt op een geldtransportauto. Het is de chef die in de gevangenis belandt nadat hij per ongeluk (een van) de vervoerders heeft neergeslagen.
- Een hagedis zo sterk als een olifant die inbreekt bij het Centrum voor Nucleaire Proeven; Paling en Ko worden voor de daders aangezien.
- Een lam die als een tijger brult en een gravin van haar juwelen berooft.
- Een neushoorn die als een mier tegen muren op kan klimmen, en een wagen met waardevolle antiek op zijn hoorn neemt.
- Een miereneter die kan vliegen als een ekster en een diamant van drie biljoen steelt. De kale denkt in te kunnen grijpen met een pistoolschot, maar de diamant valt in zee.
- Een zeekoe die als een kangoeroe springt en zijn slag slaat bij de bank. Paling en Ko proberen dat te verhinderen door een atoombom, maar de zeekoe gaat er met de brandkast vandoor via een andere uitgang en de bom ontploft wanneer de politie arriveert.
- Een inktvis met tanden als een haai die de kluis van een schip berooft. De kale werpt een dieptebom die slachtoffers maakt bij een onderwaterwedstrijd.

In de meeste hoofdstukken is te zien hoe Paling en Ko voor niks naar binnen proberen te komen. Hun baas, de Superintendant gaat ook op onderzoek uit, en komt erachter dat de dader een gemene oude man is wiens experimenten ook op mensen werken; zo kreeg de chef tijdelijk de eigenschappen van een stier. Bij hun laatste kans om de zaak van de zoo op te lossen vragen Paling en Ko aan de directeur Sim Pancé of hij iemand verdenkt, maar als ze de verkeerde ingang ontdekken ze dat hij zelf de dader is. Pancé verwisselt hun eigenschappen met die van een kat en een hond, maar wordt het slachtoffer van hun achtervolging en valt naar beneden. Het apparaat gaat stuk, en de twee agenten zijn zichzelf weer. De kale houdt de chef in zijn armen en poogt van het dak te springen waarop ze zijn beland; hij vergeet echter dat ze geen kat en geen hond meer zijn met als gevolg dat zij net als de veroordeelde directeur in het ziekenhuis terechtkomen. Als wraak dwingt de chef zijn collega om van de rand van een ravijn af te springen.